# التا سایرا، شهرستان کرن، کالیفرنیا
التا سایرا، شهرستان کرن، کالیفرنیا (به انگلیسی: Alta Sierra, Kern County, California) یک محدوده ثبت‌نشده در ایالات متحده آمریکا است که در شهرستان کرن، ایالت کالیفرنیا است.

## خصوصیات
التا سایرا ۱٬۷۴۳ متر بالاتر از سطح دریا واقع شده‌است.